# Liste der erfolgreichsten Horrorfilme
Die Liste der erfolgreichsten Horrorfilme gibt Auskunft über die Einspielergebnisse und die Kapitalrendite der erfolgreichsten Horrorfilme und -reihen.
Filme, die gegenwärtig landesweit in Kinos gezeigt werden, sind blau unterlegt. Dies schließt vereinzelte Vorführungen in Programmkinos aus und bedeutet nicht zwangsläufig, dass der Film gegenwärtig im deutschsprachigen Raum gezeigt wird. Bei solchen Filmen kann das tatsächliche Einspielergebnis abweichen, da die Einnahmen der letzten Tage Schätzungen sind.

## Weltweit

### Erfolgreichste Horrorfilme
Gelistet wird nach Einspielergebnis in allen Kinos weltweit. Alle Angaben zu Einnahmen und Kosten sind in Millionen US-Dollar. (nom. = nominell; infl.-ber. = inflationsbereinigt; Stand: 20. Juni 2025)
| #  | Deutscher Titel                           | Originaltitel                                      | Jahr | Produktionsland    | Einspiel- ergebnis (nom.)                                                                  | Einspiel- ergebnis (infl.-ber.)                                                                | Produk- tions- kosten | Kapitalrendite 1 | Filmverleih (US)      |
| -- | ----------------------------------------- | -------------------------------------------------- | ---- | ------------------ | ------------------------------------------------------------------------------------------ | ---------------------------------------------------------------------------------------------- | --------------------- | ---------------- | --------------------- |
| 01 | Es                                        | It                                                 | 2017 | Vereinigte Staaten | 701,8 702,8 (3D/2017) + 1,4 (3D/2019) + 0,05 (3D/2021)                                     | 898 899,3 (3D/2017) + 1,7 (3D/2019) + 0,06 (3D/2021)                                           | 30,0                  | 23,3             | Warner Bros.          |
| 02 | The Sixth Sense                           | The Sixth Sense                                    | 1999 | Vereinigte Staaten | 672,8                                                                                      | 1.266,9                                                                                        | 40,0                  | 16,8             | Walt Disney Studios   |
| 03 | World War Z                               | World War Z                                        | 2013 | Vereinigte Staaten | 540,5 540,0 (3D/2013) + 0,45 (3D/2021)                                                     | 728,2 727 (3D/2013) + 0,52 (3D/2021)                                                           | 190,0                 | 2,8              | Paramount Pictures    |
| 4  | Meg                                       | The Meg                                            | 2018 | Vereinigte Staaten | 530,5 530,3 (3D/2018) + 0,02 (3D/2020) + 0,3 (3D/2021)                                     | 662,7 662,4 (3D/2018) + 0,02 (3D/2020) + 0,3 (3D/2021)                                         | 130,0                 | 4,1              | Warner Bros.          |
| 05 | Der weiße Hai                             | Jaws                                               | 1975 | Vereinigte Staaten | 476,5 469,6 (2D/1975) + 0,5 (2D/2012) + 0,04 (2D/2019) + 0,8 (2D/2020) + 5,6 (2D/2022)     | 2.744,2 2.736,5 (2D/1975) + 0,7 (2D/2012) + 0,05 (2D/2019) + 1 (2D/2020) + 6 (2D/2022)         | 7,0                   | 68,1             | Universal Pictures    |
| 06 | Es Kapitel 2                              | It Chapter Two                                     | 2019 | Vereinigte Staaten | 473,1 473,1 (3D/2019) + 0,03 (3D/2021)                                                     | 580,4 (3D/2019) + 0,03 (3D/2021)                                                               | 79,0                  | 6,0              | Warner Bros.          |
| 07 | Die Mumie kehrt zurück                    | The Mummy Returns                                  | 2001 | Vereinigte Staaten | 443,3 433,0 (2D/2001) + 10,3 (2D/2007)                                                     | 782,6 767 (2D/2001) + 15,6 (2D/2007)                                                           | 98,0                  | 4,5              | Universal Pictures    |
| 08 | Der Exorzist                              | The Exorcist                                       | 1973 | Vereinigte Staaten | 441,3 328,9 (2D/1973) + 112,1 (2D/2000) + 0,2 (2D/2000) + 0,0005 (2D/2020) + 0,1 (2D/2021) | 2.526,1 2.321,4 (2D/1973) + 204,2 (2D/2000) + 0,4 (2D/2000) + 0,0006 (2D/2020) + 0,1 (2D/2021) | 11,0                  | 40,1             | Warner Bros.          |
| 09 | Die Mumie                                 | The Mummy                                          | 1999 | Vereinigte Staaten | 415,9                                                                                      | 783,1                                                                                          | 80,0                  | 5,2              | Universal Pictures    |
| 10 | Die Mumie                                 | The Mummy                                          | 2017 | Vereinigte Staaten | 409,2                                                                                      | 523,6                                                                                          | 125,0                 | 3,3              | Universal Pictures    |
| 11 | Signs – Zeichen                           | Signs                                              | 2002 | Vereinigte Staaten | 408,2                                                                                      | 711,8                                                                                          | 72,0                  | 5,7              | Walt Disney Studios   |
| 12 | Die Mumie: Das Grabmal des Drachenkaisers | The Mummy: Tomb of the Dragon Emperor              | 2008 | Vereinigte Staaten | 403,5                                                                                      | 587,9                                                                                          | 145,0                 | 2,8              | Universal Pictures    |
| 13 | Prometheus – Dunkle Zeichen               | Prometheus                                         | 2012 | Vereinigte Staaten | 403,3                                                                                      | 551                                                                                            | 130,0                 | 3,1              | 20th Century Studios  |
| 14 | Meg 2: Die Tiefe                          | Meg 2: The Trench                                  | 2023 | Vereinigte Staaten | 395,0                                                                                      | 406,7                                                                                          | 185,0                 | 2,1              | Warner Bros.          |
| 15 | The Nun                                   | The Nun                                            | 2018 | Vereinigte Staaten | 365,6                                                                                      | 456,7                                                                                          | 22,0                  | 16,6             | Warner Bros.          |
| 16 | Blood & Sinners                           | Sinners                                            | 2025 | Vereinigte Staaten | 361,8                                                                                      | 361,8                                                                                          | 90,0                  | 4,0              | Warner Bros.          |
| 17 | Hannibal                                  | Hannibal                                           | 2001 | Vereinigte Staaten | 351,7                                                                                      | 623                                                                                            | 87,0                  | 4,0              | Metro-Goldwyn-Mayer   |
| 18 | Alien: Romulus                            | Alien: Romulus                                     | 2024 | Vereinigte Staaten | 350,9                                                                                      | 350,9                                                                                          | 80,0                  | 4,4              | 20th Century Studios  |
| 19 | A Quiet Place                             | A Quiet Place                                      | 2018 | Vereinigte Staaten | 341,0                                                                                      | 425,9                                                                                          | 17,0                  | 20,1             | Paramount Pictures    |
| 20 | Conjuring 2                               | The Conjuring 2                                    | 2016 | Vereinigte Staaten | 321,8 320,4 (3D/2016) + 1,4 (3D/2021)                                                      | 420,3 418,7 (3D/2016) + 1,6 (3D/2021)                                                          | 40,0                  | 8,1              | Warner Bros.          |
| 21 | Conjuring – Die Heimsuchung               | The Conjuring                                      | 2013 | Vereinigte Staaten | 320,4 319,5 (3D/2013) + 0,01 (3D/2020) + 0,9 (3D/2020) + 0,05 (3D/2021)                    | 431,4 430,2 (3D/2013) + 0,01 (3D/2020) + 1,1 (3D/2020) + 0,06 (3D/2021)                        | 20,0                  | 16,0             | Warner Bros.          |
| 22 | Resident Evil: The Final Chapter          | Resident Evil: The Final Chapter                   | 2016 | Vereinigte Staaten | 312,2                                                                                      | 408                                                                                            | 40,0                  | 7,8              | Screen Gems           |
| 23 | Annabelle 2                               | Annabelle: Creation                                | 2017 | Vereinigte Staaten | 306,5                                                                                      | 392,2                                                                                          | 15,0                  | 20,4             | Warner Bros.          |
| 24 | Resident Evil: Afterlife                  | Resident Evil: Afterlife                           | 2010 | Vereinigte Staaten | 300,2                                                                                      | 431,8                                                                                          | 60,0                  | 5,0              | Screen Gems           |
| 25 | Van Helsing                               | Van Helsing                                        | 2004 | Vereinigte Staaten | 300,2                                                                                      | 498,4                                                                                          | 160,0                 | 1,9              | Universal Pictures    |
| 26 | A Quiet Place 2                           | A Quiet Place Part II                              | 2020 | Vereinigte Staaten | 297,4                                                                                      | 360,4                                                                                          | 17,0                  | 17,5             | Paramount Pictures    |
| 27 | Five Nights at Freddy’s                   | Five Nights at Freddy’s                            | 2023 | Vereinigte Staaten | 291,5                                                                                      | 300,1                                                                                          | 20,0                  | 14,6             | Universal Pictures    |
| 28 | Split                                     | Split                                              | 2016 | Vereinigte Staaten | 278,5                                                                                      | 363,9                                                                                          | 9,0                   | 30,9             | Universal Pictures    |
| 29 | Scary Movie                               | Scary Movie                                        | 2000 | Vereinigte Staaten | 278,0                                                                                      | 506,5                                                                                          | 19,0                  | 14,6             | Miramax               |
| 30 | Final Destination 6: Bloodlines           | Final Destination: Bloodlines                      | 2025 | Vereinigte Staaten | 273,2                                                                                      | 273,2                                                                                          | 50,0                  | 5,5              | Warner Bros.          |
| 31 | Das Schweigen der Lämmer                  | The Silence of the Lambs                           | 1991 | Vereinigte Staaten | 272,7                                                                                      | 628                                                                                            | 19,0                  | 14,4             | Orion Pictures        |
| 32 | The Nun II                                | The Nun II                                         | 2023 | Vereinigte Staaten | 268,1                                                                                      | 276                                                                                            | 38,0                  | 7,1              | Warner Bros.          |
| 33 | A Quiet Place: Tag Eins                   | A Quiet Place: Day One                             | 2024 | Vereinigte Staaten | 261,9                                                                                      | 261,9                                                                                          | 67,0                  | 3,9              | Paramount Pictures    |
| 34 | Halloween                                 | Halloween                                          | 2018 | Vereinigte Staaten | 259,9 255,5 (3D/2018) + 0,1 (3D/2020) + 4,3 (3D/2022)                                      | 323,8 319,1 (3D/2018) + 0,1 (3D/2020) + 4,6 (3D/2022)                                          | 10,0                  | 26,0             | Universal Pictures    |
| 35 | Annabelle                                 | Annabelle                                          | 2014 | Vereinigte Staaten | 257,6 257 (3D/2014) + 0,5 (3D/2020)                                                        | 341,1 340,5 (3D/2014) + 0,6 (3D/2020)                                                          | 6,5                   | 39,6             | Warner Bros.          |
| 36 | The Village – Das Dorf                    | The Village                                        | 2004 | Vereinigte Staaten | 256,7                                                                                      | 426,3                                                                                          | 60,0                  | 4,3              | Walt Disney Studios   |
| 37 | Wir                                       | Us                                                 | 2019 | Vereinigte Staaten | 256,1                                                                                      | 314,2                                                                                          | 20,0                  | 12,8             | Universal Pictures    |
| 38 | Get Out                                   | Get Out                                            | 2017 | Vereinigte Staaten | 255,7                                                                                      | 327,2                                                                                          | 4,5                   | 56,8             | Universal Pictures    |
| 39 | Ring                                      | The Ring                                           | 2002 | Vereinigte Staaten | 249,3                                                                                      | 434,7                                                                                          | 48,0                  | 5,2              | DreamWorks SKG        |
| 40 | Blair Witch Project                       | The Blair Witch Project                            | 1999 | Vereinigte Staaten | 248,6                                                                                      | 468,1                                                                                          | 0,06                  | 4.144,0          | Artisan Entertainment |
| 41 | Unbreakable – Unzerbrechlich              | Unbreakable                                        | 2000 | Vereinigte Staaten | 248,1                                                                                      | 452                                                                                            | 75,0                  | 3,3              | Walt Disney Studios   |
| 42 | Glass                                     | Glass                                              | 2019 | Vereinigte Staaten | 247,0                                                                                      | 303                                                                                            | 20,0                  | 12,4             | Universal Pictures    |
| 43 | Dark Shadows                              | Dark Shadows                                       | 2012 | Vereinigte Staaten | 245,5                                                                                      | 335,4                                                                                          | 150,0                 | 1,6              | Warner Bros.          |
| 44 | Alien: Covenant                           | Alien: Covenant                                    | 2017 | Vereinigte Staaten | 240,9                                                                                      | 308,2                                                                                          | 97,0                  | 2,5              | 20th Century Studios  |
| 45 | Resident Evil: Retribution                | Resident Evil: Retribution                         | 2012 | Vereinigte Staaten | 240,1                                                                                      | 328                                                                                            | 65,0                  | 3,7              | Screen Gems           |
| 46 | Annabelle 3                               | Annabelle Comes Home                               | 2019 | Vereinigte Staaten | 231,2                                                                                      | 283,7                                                                                          | 30,0                  | 7,7              | Warner Bros.          |
| 47 | Constantine                               | Constantine                                        | 2005 | Vereinigte Staaten | 230,9                                                                                      | 370,9                                                                                          | 100,0                 | 2,4              | Warner Bros.          |
| 48 | Interview mit einem Vampir                | Interview with the Vampire: The Vampire Chronicles | 1994 | Vereinigte Staaten | 223,6                                                                                      | 473,3                                                                                          | 60,0                  | 3,7              | Warner Bros.          |
| 49 | Scary Movie 3                             | Scary Movie 3                                      | 2003 | Vereinigte Staaten | 220,7                                                                                      | 376,3                                                                                          | 48,0                  | 4,6              | Dimension Films       |
| 50 | Smile – Siehst du es auch?                | Smile                                              | 2022 | Vereinigte Staaten | 216,1                                                                                      | 231,6                                                                                          | 17,0                  | 12,7             | Paramount Pictures    |

### Erfolgreichste Horrorfilmreihen
Die 26 erfolgreichsten Filmreihen des Horrorgenres nach Einspielergebnis (Stand: 6. August 2025).
| #  | Reihe                                               | Einspiel- ergebnis | Anzahl der Filme    | Durchschnitt- liches Einspiel- ergebnis | Erfolgreichster Film der Reihe            | Einspiel- ergebnis des erfolg- reichsten Films |
| -- | --------------------------------------------------- | ------------------ | ------------------- | --------------------------------------- | ----------------------------------------- | ---------------------------------------------- |
| 01 | Conjuring-Universum                                 | 2.403.013.448      | 9                   | 267.001.494                             | The Nun                                   | 366.082.797                                    |
| 02 | Alien (inkl. Crossover)                             | 1.620.474.123      | 8                   | 202.559.265                             | Prometheus – Dunkle Zeichen               | 403.354.469                                    |
| 03 | Resident Evil                                       | 1.232.675.429      | 6                   | 205.445.905                             | Resident Evil: The Final Chapter          | 312.242.626                                    |
| 04 | Saw                                                 | 1.129.531.830      | 10                  | 112.953.183                             | Saw III                                   | 164.874.275                                    |
| 05 | Final Destination                                   | 952.097.291        | 6                   | 158.682.881                             | Final Destination 6: Bloodlines           | 285.330.814                                    |
| 06 | Hannibal                                            | 924.423.784        | 5                   | 184.884.757                             | Hannibal                                  | 351.692.268                                    |
| 07 | Scream                                              | 911.180.973        | 6                   | 151.863.495                             | Scream – Schrei!                          | 173.046.663                                    |
| 08 | A Quiet Place                                       | 900.235.208        | 3                   | 300.078.402                             | A Quiet Place                             | 340.955.294                                    |
| 09 | Scary Movie                                         | 896.555.030        | 5                   | 179.311.006                             | Scary Movie                               | 278.019.771                                    |
| 10 | Paranormal Activity (inkl. Ableger)                 | 890.508.419        | 6                   | 148.418.070                             | Paranormal Activity 3                     | 207.039.844                                    |
| 11 | Halloween                                           | 835.659.427        | 13                  | 64.281.494                              | Halloween                                 | 255.614.941                                    |
| 12 | Der weiße Hai                                       | 804.264.140        | 4                   | 201.066.035                             | Der weiße Hai                             | 476.512.065                                    |
| 13 | Unbreakable                                         | 773.571.577        | 3                   | 257.857.192                             | Split                                     | 278.454.417                                    |
| 14 | Predator (inkl. Crossover)                          | 750.881.993        | 8 (davon 6 im Kino) | 133.353.295                             | Alien vs. Predator                        | 177.427.090                                    |
| 15 | Insidious                                           | 731.432.704        | 5                   | 146.227.513                             | Insidious: The Red Door                   | 188.587.682                                    |
| 16 | Der Exorzist                                        | 725.725.272        | 6                   | 120.954.212                             | Der Exorzist                              | 441.306.145                                    |
| 17 | Underworld                                          | 540.549.915        | 5                   | 108.109.983                             | Underworld: Awakening                     | 160.112.671                                    |
| 18 | The Purge                                           | 533.895.379        | 5                   | 106.779.076                             | The First Purge                           | 137.056.262                                    |
| 19 | Nightmare (inkl. Crossover und Neuverfilmung)       | 458.948.204        | 9                   | 50.994.245                              | Freddy vs. Jason                          | 116.643.421                                    |
| 20 | Ring-Trilogie                                       | 496.425.772        | 3                   | 165.475.257                             | Ring                                      | 249.348.933                                    |
| 21 | Freitag der 13. (inkl. Crossover und Neuverfilmung) | 447.262.592        | 12                  | 37.271.883                              | Freddy vs. Jason                          | 116.643.421                                    |
| 22 | Blade-Trilogie                                      | 418.199.313        | 3                   | 139.399.771                             | Blade II                                  | 155.010.032                                    |
| 23 | Blair Witch                                         | 341.549.347        | 3                   | 113.849.782                             | Blair Witch Project                       | 248.639.099                                    |
| 24 | Tanz der Teufel                                     | 301.103.403        | 5                   | 60.220.680                              | Evil Dead Rise                            | 146.733.054                                    |
| 25 | 28 Days Later                                       | 297.617.191        | 3                   | 99.205.730                              | 28 Years Later                            | 150.367.300                                    |
| 26 | Texas Chainsaw Massacre                             | 252.783.450        | 8 (davon 7 im Kino) | 31.597.931                              | Michael Bay’s Texas Chainsaw Massacre     | 107.363.905                                    |
| 26 | Amityville Horror (inkl. Neuverfilmung)             | 221.375.524        | 6                   | 36.895.921                              | Amityville Horror – Eine wahre Geschichte | 107.516.369                                    |

### Historische Erstplatzierung
Diese Auflistung enthält die acht Filme, die ab 1931 zeitweise die Liste der weltweit erfolgreichsten Horrorfilme anführten. Die Einspielergebnisse nach dem Verlust des ersten Platzes (d. h. bspw. Wiederveröffentlichungen) sind in den Beträgen nicht enthalten Alle Angaben zu Einnahmen und Kosten sind in Millionen US-Dollar (nom. = nominell; infl.-ber. = inflationsbereinigt; Stand: 7. Juli 2024).
| Ab Jahr | Deutscher Titel                  | Originaltitel   | Produktionsland    | in Jahren | Einspiel- ergebnis (nom.) | Einspiel- ergebnis (infl.-ber.) | Regisseur          |
| ------- | -------------------------------- | --------------- | ------------------ | --------- | ------------------------- | ------------------------------- | ------------------ |
| 1931    | Frankenstein                     | Frankenstein    | Vereinigte Staaten | 23        | 12,0                      | 247,2                           | James Whale        |
| 1953    | Das Kabinett des Professor Bondi | House of Wax    | Vereinigte Staaten | 7         | 23,8                      | 279,2                           | André De Toth      |
| 1960    | Psycho                           | Psycho          | Vereinigte Staaten | 12        | 32,0                      | 339                             | Alfred Hitchcock   |
| 1972    | Beim Sterben ist jeder der Erste | Deliverance     | Vereinigte Staaten | 1         | 46,1                      | 345,6                           | John Boorman       |
| 1973    | Der Exorzist                     | The Exorcist    | Vereinigte Staaten | 2         | 328,9                     | 2.321,4                         | William Friedkin   |
| 1975    | Der weiße Hai                    | Jaws            | Vereinigte Staaten | 24        | 469,6                     | 2.736,5                         | Steven Spielberg   |
| 1999    | The Sixth Sense                  | The Sixth Sense | Vereinigte Staaten | 18        | 672,8                     | 1.266,9                         | M. Night Shyamalan |
| 2017    | Es                               | It              | Vereinigte Staaten | 7         | 702,8                     | 899,3                           | Andrés Muschietti  |

### Erfolgreichste Horrorfilme je Jahr
Die Liste gibt den finanziell erfolgreichsten Film des jeweiligen Jahres ab 1972 an. Alle Angaben sind in US-Dollar. (Stand: 20. Juni 2025)
| Jahr | Deutscher Titel                                      | Produktionsland                      | Einspiel- ergebnis | Produktions- budget | Regisseur                     |
| ---- | ---------------------------------------------------- | ------------------------------------ | ------------------ | ------------------- | ----------------------------- |
| 1972 | Beim Sterben ist jeder der Erste                     | Vereinigte Staaten                   | 46.122.355         | 2.000.000           | John Boorman                  |
| 1973 | Der Exorzist                                         | Vereinigte Staaten                   | 328.917.335        | 11.000.000          | William Friedkin              |
| 1974 | Frankenstein Junior                                  | Vereinigte Staaten                   | 86.273.333 2       | 2.800.000           | Mel Brooks                    |
| 1975 | Der weiße Hai                                        | Vereinigte Staaten                   | 469.555.381        | 7.000.000           | Steven Spielberg              |
| 1976 | Das Omen                                             | Vereinigte Staaten                   | 60.922.980 2       | 2.800.000           | Richard Donner                |
| 1977 | Exorzist II – Der Ketzer                             | Vereinigte Staaten                   | 30.749.142 2       | 14.000.000          | John Boorman Rospo Pallenberg |
| 1978 | Der weiße Hai 2                                      | Vereinigte Staaten                   | 183.855.272        | 30.000.000          | Jeannot Szwarc                |
| 1979 | Alien – Das unheimliche Wesen aus einer fremden Welt | Vereinigte Staaten                   | 99.546.795         | 11.000.000          | Ridley Scott                  |
| 1980 | Shining                                              | Vereinigte Staaten                   | 44.017.374 2       | 15.000.000          | Stanley Kubrick               |
| 1981 | American Werewolf                                    | Vereinigte Staaten                   | 30.565.292 2       | 5.800.000           | John Landis                   |
| 1982 | Poltergeist                                          | Vereinigte Staaten                   | 76.606.280 2       | 10.700.000          | Tobe Hooper                   |
| 1983 | Der weiße Hai 3-D                                    | Vereinigte Staaten                   | 87.987.055         | 18.000.000          | Joe Alves                     |
| 1984 | Gremlins – Kleine Monster                            | Vereinigte Staaten                   | 148.168.459 2      | 11.000.000          | Joe Dante                     |
| 1985 | Nightmare II – Die Rache                             | Vereinigte Staaten                   | 29.999.213         | 3.000.000           | Jack Sholder                  |
| 1986 | Aliens – Die Rückkehr                                | Vereinigte Staaten                   | 130.837.577        | 18.500.000          | James Cameron                 |
| 1987 | Predator                                             | Vereinigte Staaten                   | 98.135.756         | 15.000.000          | John McTiernan                |
| 1988 | Nightmare on Elm Street 4                            | Vereinigte Staaten                   | 49.369.899 2       | 6.500.000           | Renny Harlin                  |
| 1989 | Friedhof der Kuscheltiere                            | Vereinigte Staaten                   | 57.469.467 2       | 11.500.000          | Mary Lambert                  |
| 1990 | Misery                                               | Vereinigte Staaten                   | 61.276.872 2       | 20.000.000          | Rob Reiner                    |
| 1991 | Das Schweigen der Lämmer                             | Vereinigte Staaten                   | 272.742.922        | 19.000.000          | Jonathan Demme                |
| 1992 | Bram Stoker’s Dracula                                | Vereinigte Staaten                   | 215.862.692        | 40.000.000          | Francis Ford Coppola          |
| 1993 | Jason Goes to Hell – Die Endabrechnung               | Vereinigte Staaten                   | 15.935.068 2       | 3.000.000           | Adam Marcus                   |
| 1994 | Interview mit einem Vampir                           | Vereinigte Staaten                   | 223.664.608        | 60.000.000          | Neil Jordan                   |
| 1995 | Species                                              | Vereinigte Staaten                   | 113.374.103        | 35.000.000          | Roger Donaldson               |
| 1996 | Scream – Schrei!                                     | Vereinigte Staaten                   | 173.046.663        | 14.000.000          | Wes Craven                    |
| 1997 | Scream 2                                             | Vereinigte Staaten                   | 172.363.301        | 24.000.000          | Wes Craven                    |
| 1998 | Halloween H20                                        | Vereinigte Staaten                   | 55.041.738 2       | 17.000.000          | Steve Miner                   |
| 1999 | The Sixth Sense                                      | Vereinigte Staaten                   | 672.806.292        | 40.000.000          | M. Night Shyamalan            |
| 2000 | Scary Movie                                          | Vereinigte Staaten                   | 278.019.771        | 19.000.000          | Keenen Ivory Wayans           |
| 2001 | Hannibal                                             | Vereinigte Staaten                   | 351.692.268        | 87.000.000          | Ridley Scott                  |
| 2002 | Signs – Zeichen                                      | Vereinigte Staaten                   | 408.247.917        | 72.000.000          | M. Night Shyamalan            |
| 2003 | Scary Movie 3                                        | Vereinigte Staaten                   | 220.673.217        | 48.000.000          | David Zucker                  |
| 2004 | Der Fluch – The Grudge                               | Deutschland Japan Vereinigte Staaten | 187.281.115        | 10.000.000          | Takashi Shimizu               |
| 2005 | Constantine                                          | Vereinigte Staaten                   | 230.884.728        | 100.000.000         | Francis Lawrence              |
| 2006 | Scary Movie 4                                        | Vereinigte Staaten                   | 178.262.620        | 45.000.000          | David Zucker                  |
| 2007 | Paranormal Activity                                  | Vereinigte Staaten                   | 193.355.800        | 15.000              | Oren Peli                     |
| 2008 | Die Mumie: Das Grabmal des Drachenkaisers            | Vereinigte Staaten                   | 403.449.830        | 145.000.000         | Rob Cohen                     |
| 2009 | Final Destination 4                                  | Vereinigte Staaten                   | 186.167.139        | 40.000.000          | David R. Ellis                |
| 2010 | Resident Evil: Aflerlife                             | Vereinigte Staaten                   | 300.228.084        | 60.000.000          | Paul W. S. Anderson           |
| 2011 | Paranormal Activity 3                                | Vereinigte Staaten                   | 207.039.844        | 5.000.000           | Henry Joost Ariel Schulman    |
| 2012 | Prometheus – Dunkle Zeichen                          | Vereinigte Staaten                   | 403.354.469        | 130.000.000         | Ridley Scott                  |
| 2013 | World War Z                                          | Vereinigte Staaten                   | 540.007.876        | 190.000.000         | Marc Forster                  |
| 2014 | Annabelle                                            | Vereinigte Staaten                   | 257.047.661        | 6.500.000           | John R. Leonetti              |
| 2015 | Gänsehaut                                            | Vereinigte Staaten                   | 158.260.952        | 58.000.000          | Rob Letterman                 |
| 2016 | Conjuring 2                                          | Vereinigte Staaten                   | 320.392.818        | 40.000.000          | James Wan                     |
| 2017 | Es                                                   | Vereinigte Staaten                   | 700.381.748        | 35.000.000          | Andrés Muschietti             |
| 2018 | Meg                                                  | Vereinigte Staaten                   | 530.243.742        | 130.000.000         | Jon Turteltaub                |
| 2019 | Es Kapitel 2                                         | Vereinigte Staaten                   | 473.093.228        | 79.000.000          | Andrés Muschietti             |
| 2020 | A Quiet Place 2                                      | Vereinigte Staaten                   | 297.372.261        | 17.000.000          | John Krasinski                |
| 2021 | Conjuring 3: Im Bann des Teufels                     | Vereinigte Staaten                   | 206.431.050        | 39.000.000          | Michael Chaves                |
| 2022 | Smile – Siehst du es auch?                           | Vereinigte Staaten                   | 216.135.048        | 17.000.000          | Parker Finn                   |
| 2023 | Five Nights at Freddy’s                              | Vereinigte Staaten                   | 291.493.620        | 20.000.000          | Emma Tammi                    |
| 2024 | Alien: Romulus                                       | Vereinigte Staaten                   | 350.865.342        | 80.000.000          | Fede Alvarez                  |